# سپرماهی دوپوزه
سپرماهی دوپوزه گونه‌ای از ماهی در خانواده سپرماهیان دوپوزه (Rhinopteridae) است.